# 구심력
구심력(求心力, 영어: centripetal force)은 원운동에서 운동의 중심 방향으로 작용하여 물체의 경로를 바꾸는 힘이다. 힘의 방향은 물체의 순간의 운동방향과 늘 직교하며, 방향은 곡면의 중심이다.
원운동은 운동방향이 늘 바뀌므로 등속도 운동이 아니다. 원운동 하는 물체의 경우 운동의 방향이 늘 바뀌므로 가속도를 가지고 있다고 할 수 있으며, 뉴턴의 운동 제1법칙에 따라 힘이 작용한다고 볼 수 있는데 이 힘을 원심력이라고 한다. 원심력은 물체의 속도 벡터에 수직으로 작용하므로, 물체의 속도의 방향만을 변화시키고 속도의 크기는 변화시키지 않는다. 또한 원심력은 물체와 물체의 운동의 중심을 잇는 선과 그 작용선이 항상 평행하므로, 원심력에 의한 돌림힘은 0이 된다. 따라서 원심력외에 다른 힘이 작용하지 않는 등속 원운동의 경우, 각운동량 보존 법칙이 성립한다.
원운동을 하는 관찰자는, 구심력과 정반대 방향의 힘이 자신에게 구심력과 같이 작용하여 힘의 평형을 이룬다고 생각한다. 이렇게 구심력과 반대되는 방향으로 작용된다고 생각하는 가상의 힘을 원심력이라고 한다.

## 원심력의 크기
이므로 다음과 같다.
{\displaystyle F=mr\left({\frac {2\pi }{T}}\right)^{2}}
입자가속기에선 입자가 빛의 속도에 가깝게 가속되므로 특수 상대성 이론에 따라 관성이 커지므로 똑같이 가속시키기 위해선 더 많은 힘이 필요할 것이다. 특수 상대성 이론을 고려하면
{\displaystyle F={\frac {\gamma mv^{2}}{r}}}
으로 나타낼 수 있다. 여기서 γ는
{\displaystyle \gamma ={\frac {1}{\sqrt {1-v^{2}/c^{2}}}}}
이며 로런츠 인자라 불린다.

## 원심력의 발생

일정한 원운동을 하는 물체는 원심력을 필요로 한다. 원심력은 원의 중심을 향한다.

줄 끝에 묶여있는 물체가 수평면을 따라서 원운동을 하는 경우를 생각해 보자면, 물체에 가해지는 원심력은 밧줄의 장력에 의해 가해진다. 이때 밧줄의 경우 끌어당기는 힘이 원심력으로 작용한다. 벽의 수직항력에 의한 미는힘도 원심력으로 작용할 수 있다.
뉴턴이 생각했던 원심력은 현대의 중심력에 해당한다. 어떤 인공위성이 행성의 주변에서 궤도운동을 할 때, 중력이 원심력으로 작용한다. 편심성 궤도의 경우 중력의 방향은 초점으로 향하지만, 원심력은 곡률중심을 향하지 않는다.
원심력의 다른 예로는 자기장 내에서 나선운동하는 하전입자를 들 수 있다. 이 경우 자기력이 원심력으로 작용한다.

## 같이 보기
- 공권력